# خواص نوری
خواص نوری یک ماده به ویژگی‌هایی اطلاق می‌شود که نحوه تعامل مواد با نور مرئی را توصیف می‌کند. این خواص به دلیل اهمیت زیادی که در علوم مختلف از جمله فیزیک، شیمی، مهندسی، پزشکی و حتی هنرهای تجسمی دارند، مورد توجه ویژه‎‌ای قرار می‌گیرند. اُپتیک (به فرانسوی: Optique) که در فارسی تحت عنوان نورشناسی، نورشناخت، فیزیک نور و یا نوریک شناخته می‌شود، شاخه‌ای از علم فیزیک است که به بررسی نور و خواص آن و برهمکنش آن با ماده می‌پردازد. خواص نوری ماده در علم مواد نیز کاربرد دارد. برخی از خواص نوری مواد عبارت‌اند از:
- شکست و ضریب شکست
- پاشش
- انتقال نور
- جذب نور

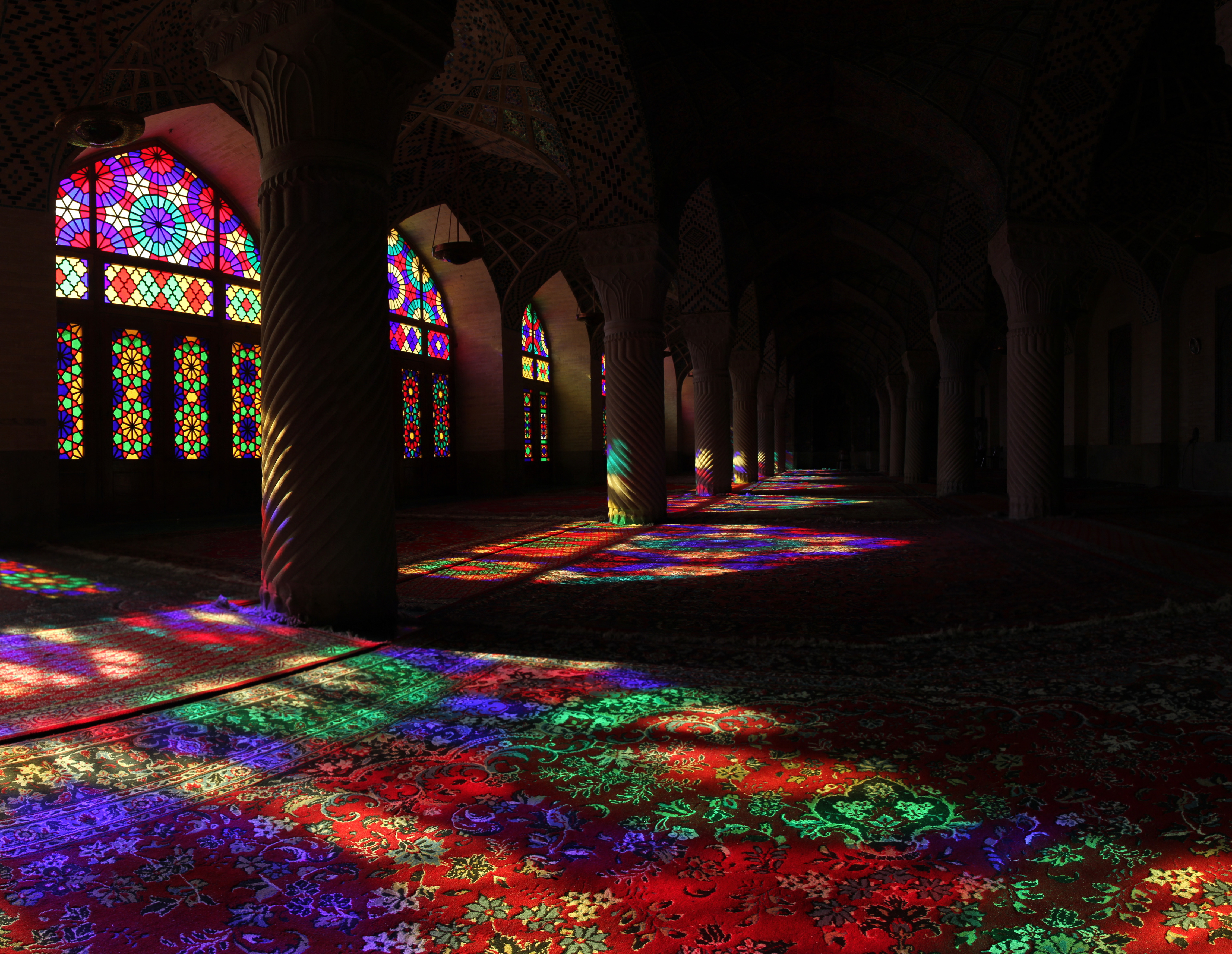
جلوه رنگ–نور خورشید از طریق شیشه‌های رنگی به قالی می‌تابد. (مسجد نصیرالملک در شیراز، ایران)

- پراکندگی نور (به انگلیسی: Scattering)
- کدورت (به انگلیسی: Turbidity)
- بازتاب نور
- سپیدایی (به انگلیسی: Albedo)
- فلورسانس
- فسفرتابی
- نورتابناکی (به انگلیسی: Photoluminescence)
- دو پایداری نوری (به انگلیسی: Optical bistability)
- دو رنگی (به انگلیسی: Dichroism)
- دو شکستی (به انگلیسی: Birefringence)
- چرخش نوری (به انگلیسی: Optical activity)
- حساسیت به نور (به انگلیسی: Photosensitivity)
- اثر فوتوالکتریک (به انگلیسی: Photoelectric effect)

در ادامه به توضیح برخی از مهم‌ترین آن‌ها می‌پردازیم.

## شکست

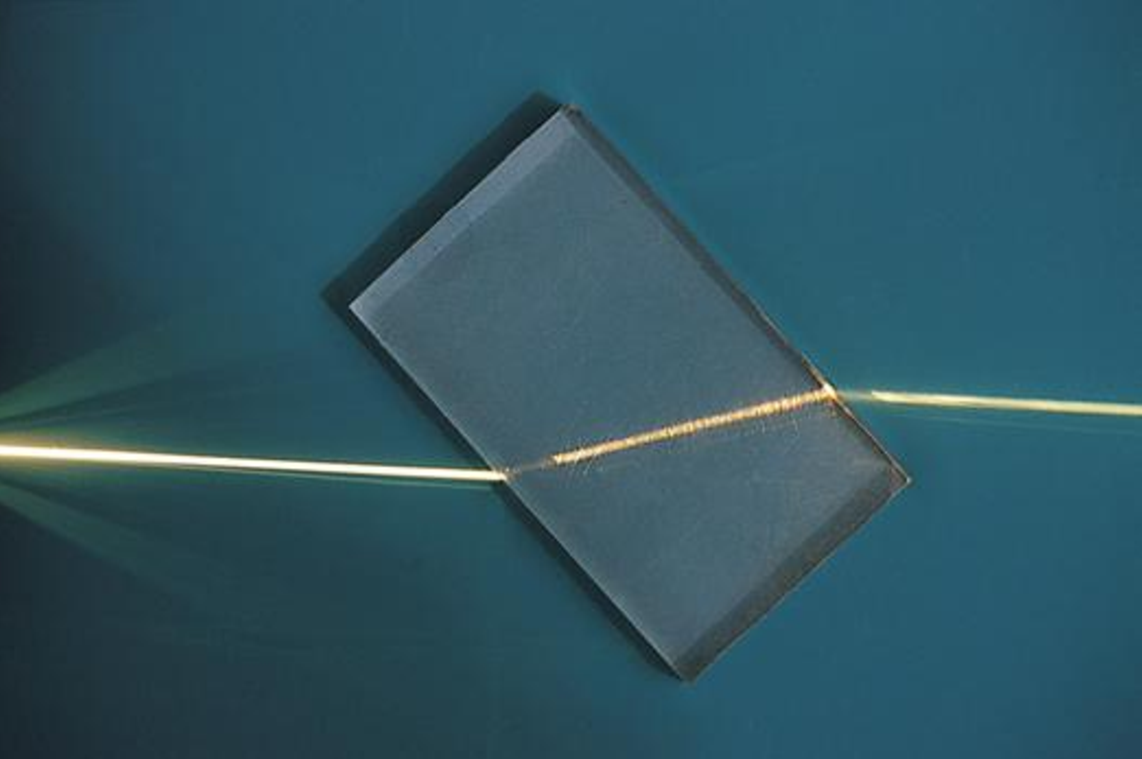
یک پرتو نور که در یک بلوک پلاستیکی می‌شکند.

در فیزیک، شکست (به انگلیسی: Refraction)، تغییر در جهت یک موج عبور کننده از یک محیط به محیط دیگر یا یک محیط با تغییرات تدریجی است. شکست نور یک پدیده نورشناسی است که در آن نور رسیده از یک منبع نورانی (مانند لامپ، خورشید و ستارگان) به خاطر تغییر سرعت در دو محیط با ضریب شکست (به انگلیسی: Refractive index) متفاوت تغییر مسیر می‌دهد. ضریب شکست یک ماده مشخص می‌کند که نور در آن ماده چه مقداری نسبت به خلأ کندتر حرکت می‌کند. این خاصیت با علامت n نشان داده می‌شود و بسته به نوع ماده می‌تواند متغیر باشد {\displaystyle n=c/v} (که در آن c سرعت نور در خلا و v سرعت نور در محیط مورد نظر است). همچنین شکست نور از قانون اسنل نیز پیروی می‌کند، که می‌گوید: برای یک جفت محیط معین، نسبت سینوس‌های زاویه تابش θ1 و زاویه شکست θ2 برابر با نسبت سرعت فاز (v1 / v2) در دو محیط، یا معادل آن، با شاخص‌های شکست (n2 / n1) دو محیط است.

## پاشش

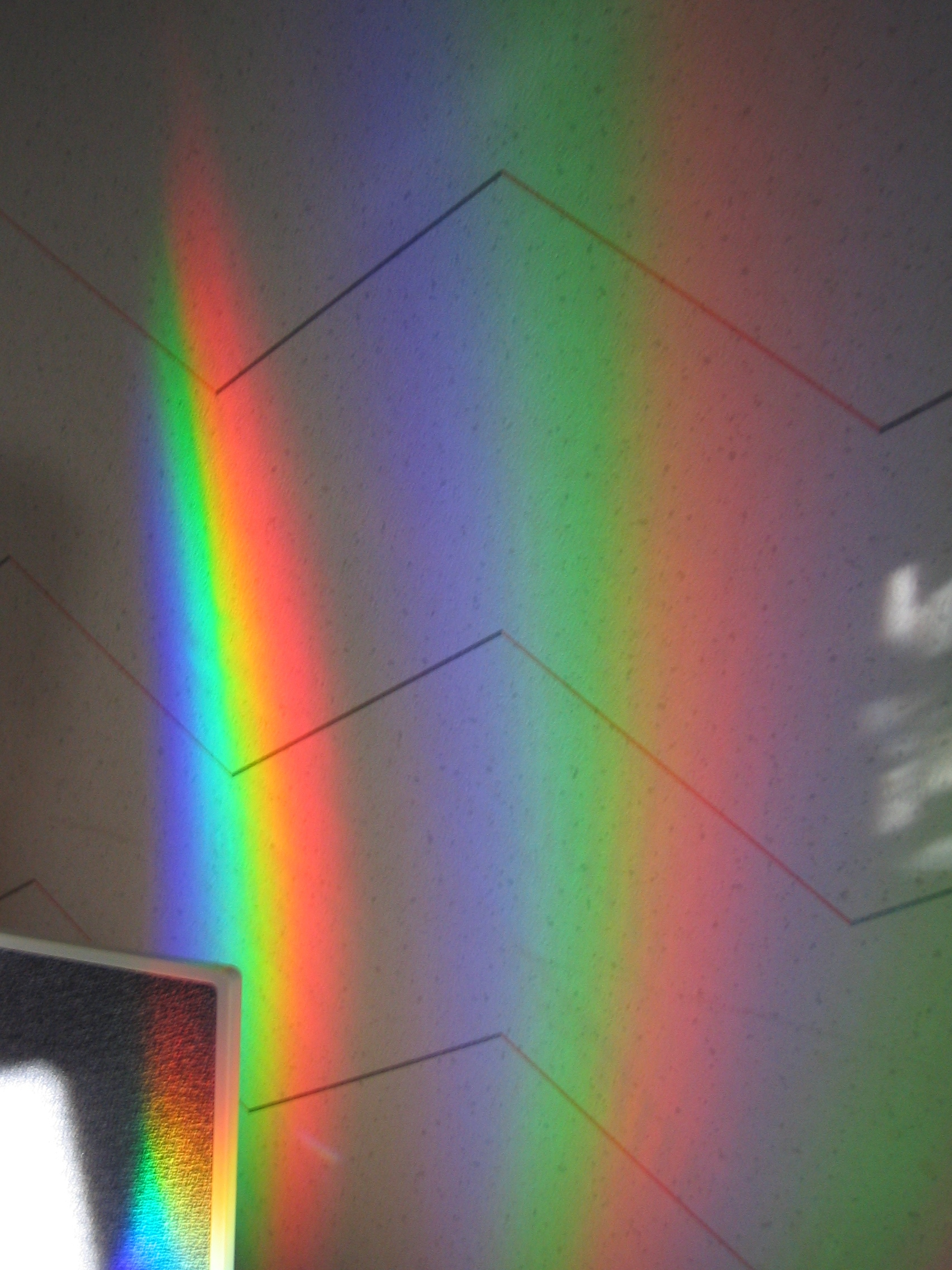
نمایی از ساختار یک‌نوع پاشش نوری

پاشش (به انگلیسی: Dispersion) یا پراکندگی پدیده‌ایست که در آن سرعت فاز یک موج به بسامد آن وابسته‌است. درمحیط‌های پاشنده، ضریب شکست برای امواج با بسامدهای گوناگون ناهمسان است، به این دلیل امواج با بسامدهای گوناگون در این محیط‌ها با سرعت‌های گوناگون حرکت می‌کند که موجب پاشش یا پاشیدگی آنها می‌گردد.
پدیده‌ای که در منشور روی‌می‌دهد، نمونه‌ای از پاشش و منشور نمونه‌ای از یک محیط پاشنده‌است.

## انتقال نور
انتقال نور (به انگلیسی: Transmission) عبارت است از مقدار نوری که از یک ماده عبور می‌کند و از آن سوی ماده به چشم یا سنسور می‌رسد. شفافیت یک ماده و ضریب جذب آن نقش زیادی در میزان انتقال نور ایفا می‌کند. به عنوان مثال، شیشه شفاف است و نور زیادی از آن عبور می‌کند، در حالی که مواد مات یا رنگی باعث کاهش انتقال نور می‌شوند.

## جذب نور
مواد مختلف می‌توانند نور را جذب (به انگلیسی: Absorption) کنند. این جذب انرژی می‌تواند باعث افزایش دمای ماده یا تغییر در ویژگی‌های دیگر آن شود. جذب نور در طول‌موج‌های خاص به خصوص برای هر ماده قابل شناسایی است و از این ویژگی برای شناسایی ترکیبات مختلف استفاده می‌شود. همچنین هر ماده‌ای طیف جذبی خاص خود را دارد که وابسته به ساختار الکترونی آن است.

## بازتاب

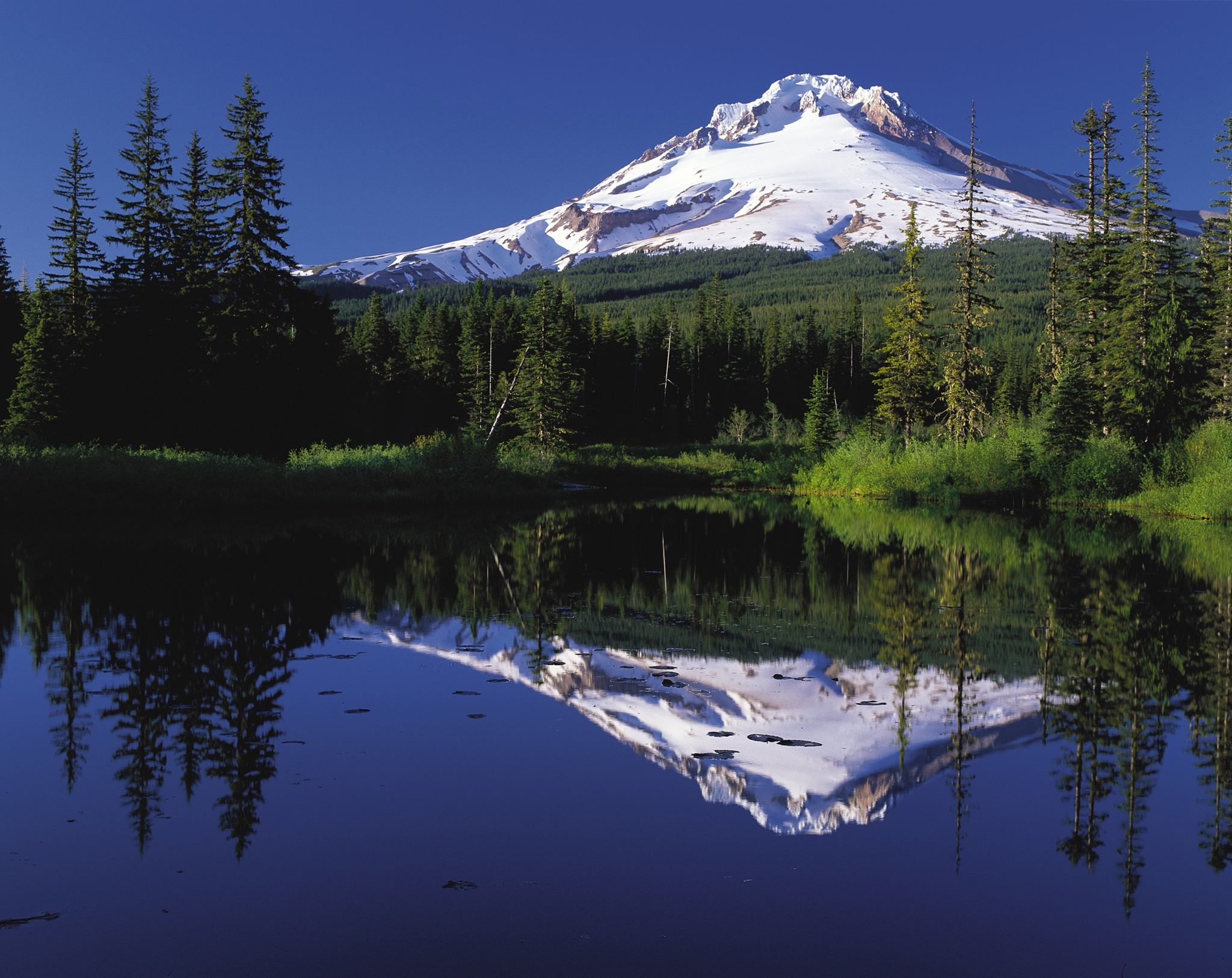
انعکاس کوه هود در دریاچه آینه، اورگان

هنگامی که نور به سطح یک ماده برخورد می‌کند، قسمتی از آن منعکس یا بازتاب (به انگلیسی: Reflectance) می‌شود. شدت بازتاب بستگی به جنس سطح، زاویه برخورد نور و ویژگی‌های فیزیکی ماده دارد. قانون بازتاب بیان می‌کند که اگر از روی نقطهٔ بازتاب خطی عمود بکشیم، زاویه بازتاب برابر با زاویه تابش خواهد بود.

## فلورسانس و فسفرسانس
شب‌تابی یا فِلورسانس (به انگلیسی: Fluorescence) و همچنین فسفرتابی یا فُسفُرسانس (به انگلیسی: Phosphorescence) از انواع تابناکی هستند. که در اثر جذب فوتون در حالت پایه و رسیدن به حالت برانگیخته پدید می‌آیند. برخی از مواد پس از جذب نور، آن را در طول‌موج‌های مختلف منتشر می‌کنند. به طور کلی تابناکی، انتشار نور از یک مولکول است. 

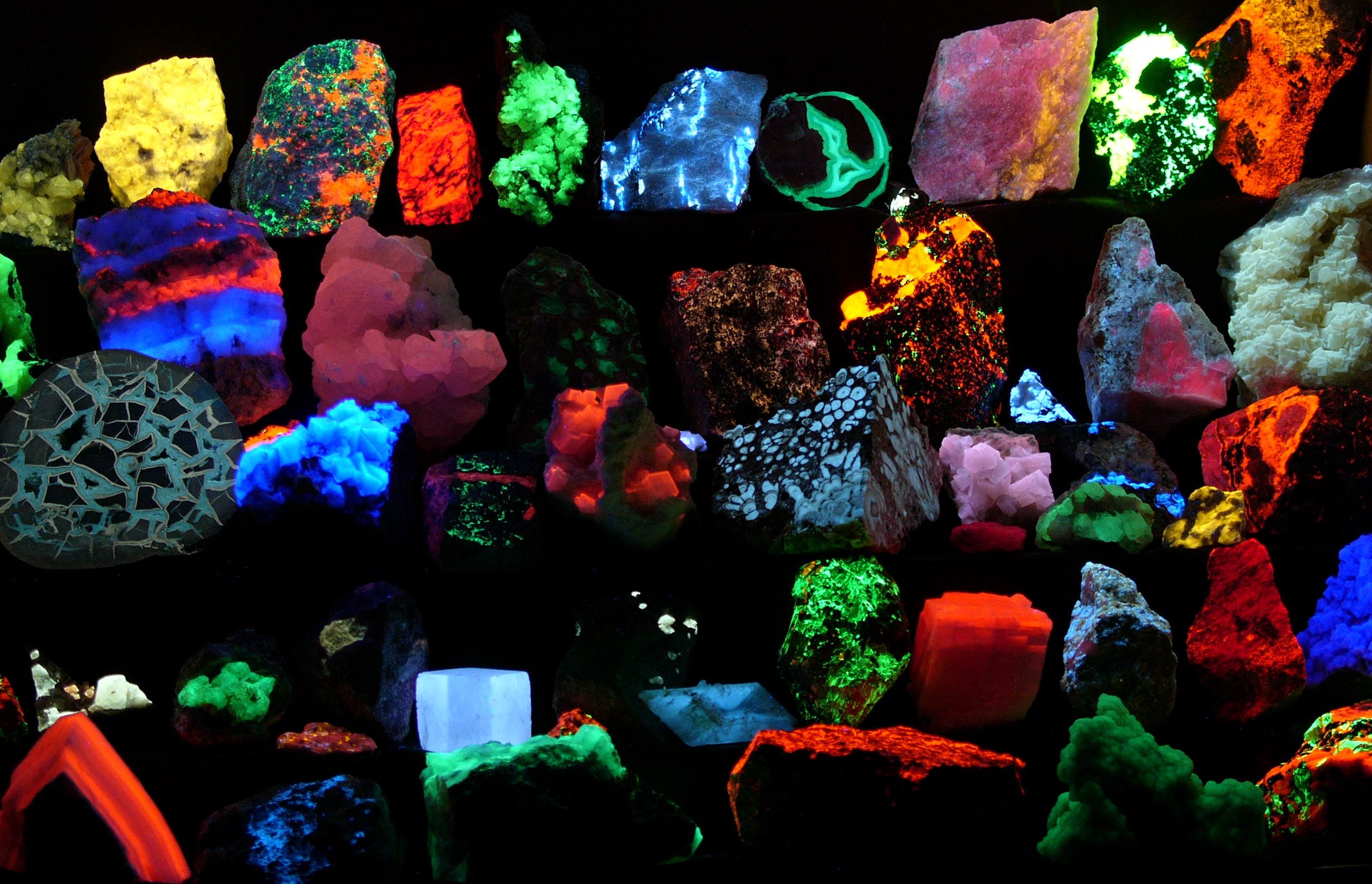
کانی‌های فلوئرسنت (فلوئرِست) هنگامی که در معرض نور فرابنفش قرار بگیرند، از خودشان نور مرئی تابش می‌کنند.

فلورسانس و فسفرسانس، توانایی یک ماده در جذب نور و انتشار نور با طول موج بلندتر و در نتیجه انرژی کمتر است. در هر دو پدیده، ماده پس از قرار گرفتن در مقابل نور (عمدتا فرابنفش) تحریک شده، این انرژی را در خود ذخیره می‌کند و سپس آن انرژی را به صورت طیفی از امواج مرئی در طول مدت زمانی منتشر می‌کند. تفاوت بین فلورسانس و فسفرسانس در تداوم تابش آن‌ها است. اگر زمان حالت برانگیخته کمتر از ۸-۱۰ ثانیه باشد، این پدیده فلورسانس و اگر این زمان بیشتر از ۸-۱۰ ثانیه باشد، آن را فسفرسانس می‌نامند.  هم‌چنین طول موج بازگشتی از پدیدهٔ فسفرسانس در مقایسه با طول موج بازگشتی از پدیدهٔ شب‌تابی (فلورسانس)، انرژی کمتر و در نتیجه طول موج بلندتری دارد.

## ویژگی‌های رنگی مواد
رنگ مواد به نحوه جذب و انتشار طول‌موج‌های مختلف نور بستگی دارد. وقتی نور سفید (که ترکیبی از تمام طول‌موج‌های قابل مشاهده است) به یک ماده برخورد می‌کند، مواد به طول‌موج‌های خاصی از نور پاسخ می‌دهند و آن‌ها را جذب یا بازتاب می‌کنند. ماده‌هایی که طول‌موج‌های خاصی از نور را جذب نمی‌کنند، آن طول‌موج‌ها را بازتاب می‌کنند و به چشم ما رنگی خاص را نشان می‌دهند.

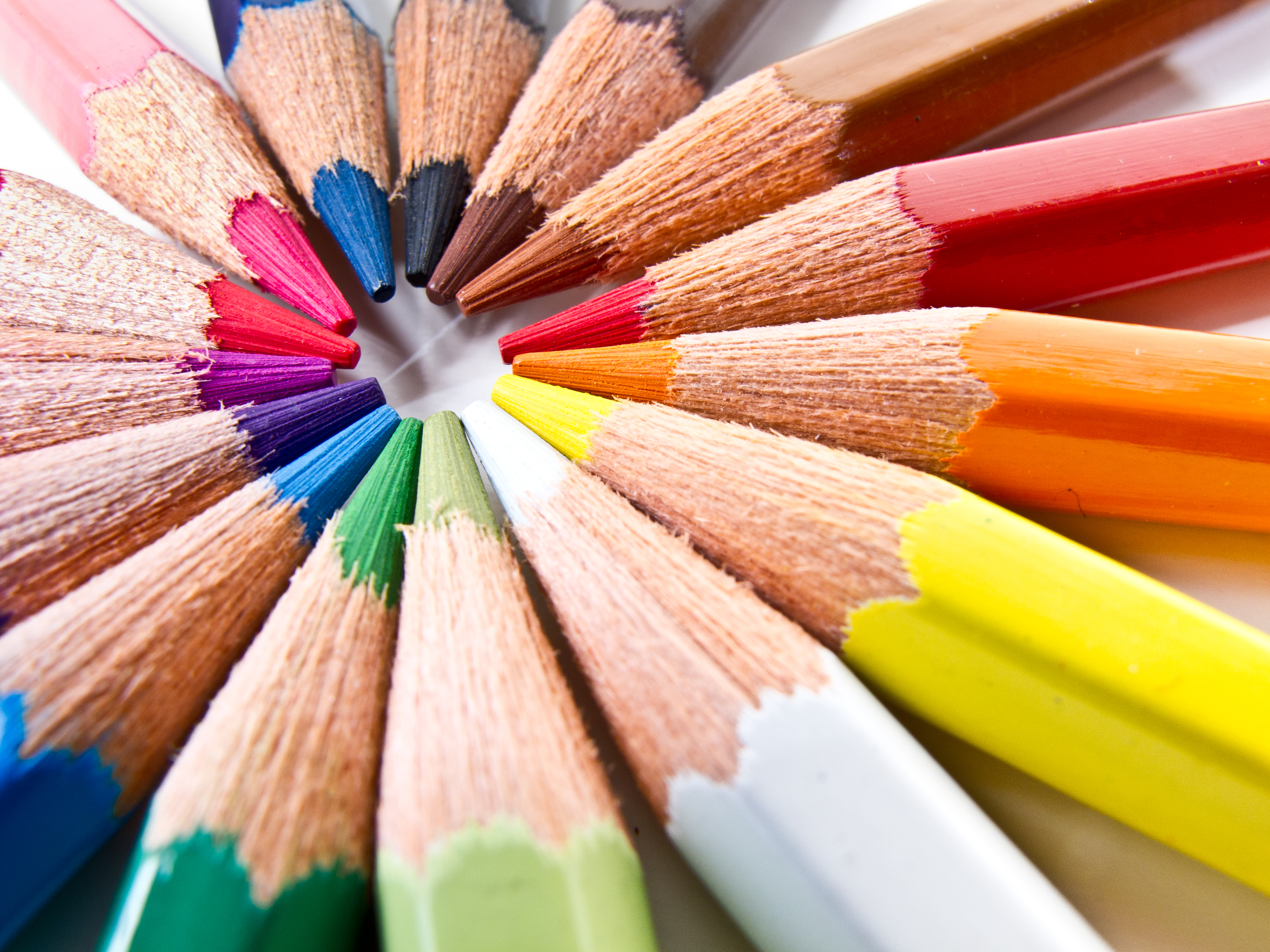
مدادرنگی‌ها

## مواد همسانگرد و ناهمسانگرد
تمایز اساسی بین مواد همسانگرد و مواد ناهمسانگرد از نظر خواص نوری این است که مواد همسانگرد خواص نوری یکسانی در تمام جهات دارند، بنابراین تحلیل و طراحی سیستم‌های نوری در این مواد نسبت به مواد ناهمسانگرد ساده‌تر است. اما مواد ناهمسانگرد خواص نوری پیچیده‌تری دارند که بسته به جهت تابش نور تغییر می‌کند. این ویژگی‌ها در کریستال‌ها، بلورها و مواد خاص دیگر باعث می‌شود که این مواد در کاربردهای پیشرفته اپتیکی مانند فیبرهای نوری، لنزهای پیچیده، فیلترهای قطبی و دستگاه‌های نانو اپتیکی مفید باشند.

## میکروسکوپ‌های نوری و کاربرد آن‌ها
در علم مواد و فیزیک، خواص نوری می‌توانند برای تحلیل ساختار مواد به کار روند. مثلاً در میکروسکوپ‌های نوری، از تفاوت‌های در میزان بازتاب و شکست نور برای مشاهده ساختارهای ریز استفاده می‌شود.

## ویژگی‌های نوری برای مواد خاص
- خواص‌نوری آب و یخ
- خواص‌نوری نانولوله‌های کربنی
- خواص‌نوری کریستال

## نتیجه‌گیری
خواص نوری مواد در طراحی و توسعه انواع دستگاه‌های اپتیکی، لیزرها، نمایشگرها و فناوری‌های نوین بسیار مهم است و درک این خواص به پیشرفت‌های علمی و صنعتی کمک می‌کند. همچنین این خواص می‌توانند به انواع پدیده‌های نوری جالب منجر شوند.